# Gerlind Ahnert
Gerlind Ahnert (26 de abril de 1934 - 12 de septiembre de 2007) fue una presentadora de noticias, actriz de voz y actriz cinematográfica de nacionalidad alemana.

## Biografía
Nacida en Chemnitz, Alemania, Ahnert era hija de una pareja de comerciantes de arte de esa ciudad. Fue educada conociendo varios idiomas (ruso, inglés), y siendo niña formó parte del ballet infantil del Opernhaus de Chemnitz. A petición de sus padres, Ahnert recibió formación como trabajadora química, pero antes de los 17 años de edad estudió interpretación en Leipzig.
Mientras estudiaba, Ahnert fue locutora de una emisora de radio de Dresde, donde Heinz Adameck, entonces director de la DFF, la descubrió. Ahnert inició su carrera televisiva en 1958, primero como locutora y presentadora, y más tarde como intérprete para la Deutsche Film AG (DEFA) y la DFF. Obtuvo su primer papel protagonista en 1959 con el film de la DEFA Ehesache Lorenz, trabajando después en cintas como Reportage 57 (1959), Seilergasse 8 (1960) y Die Liebe und der Co-Pilot (1961).
El trabajo de Ahnert como locutora le valió muchos privilegios. Así, se le permitió que en 1963 hiciera un viaje de dos meses a Egipto y, en 1965 – a petición de Fidel Castro – ir a Cuba a fin de colaborar en la programación de la televisión de la isla. Por ello se la considera como la primera locutora de Cuba.
En 1983, tras 25 años de actividad, dejó la radiodifusión, jubilándose anticipadamente por motivos de salud. A finales de la década de 1980 fue a Hamburgo, donde vivían sus padres, siguiéndola poco después su tercer marido, el cámara ayudante Detlev Hertelt. En esa ciudad trabajó como actriz, actriz de voz y presentadora de la cadena ARD-Nachtkonzert.
Gerlind Ahnert falleció en 2007 en Rosenheim, Alemania. Su primer marido había sido el guionista Wolfgang Böttner, y el segundo el director Wolfgang Luderer.

## Filmografía (selección)
- 1959: Ehesache Lorenz
- 1959: Reportage 57
- 1959: Ware für Katalonien
- 1960: Seilergasse 8
- 1961: Drei Kapitel Glück
- 1961: Die Liebe und der Co-Pilot
- 1962: Das verhexte Fischerdorf
- 1967: Kater Lampe
- 1967: Meine Freundin Sybille
- 1968: Alchimisten
- 1972: Der neue Chef
- 1987: Die Oma ist tot
- 1991: Großstadtrevier: Prinz von Theben
- 1998: Gisbert (Fernsehserie)

## Literatura
- Frank-Burkhard Habel y Volker Wachter: Das große Lexikon der DDR-Stars. Schwarzkopf & Schwarzkopf, Berlín 2002, ISBN 3-89602-391-8.
- Consejo Central de la Juventud Libre Alemana por el colectivo de la editorial Verlag Neues Leben (Hrsg.): Unsere Filmsterne. Buchverlag Junge Welt, Berlín 1962.